# 佐藤秀国
佐藤 秀国（さとう ひでくに、1976年 - ）は、日本の音響効果、およびサウンド・エディター。

## 来歴・人物
宮城県白石市出身。東北学院大学卒業、レコーディング・エンジニアを経て株式会社エム・エス・インターナショナルに入社、サウンド・エディターの道に進み、現在に至る。
実写、アニメーションの隔たり無く、フォーリー・アーティスト、ダイアログ・エディターとして活動中。

## 主な参加作品

### 映画
2007年
- 新SOS大東京探検隊

2008年
- KIDS

2009年
- 鎧 サムライゾンビ
- ジャイブ 海風に吹かれて
- 群青 愛が沈んだ海の色
- MW -ムウ-
- 引き出しの中のラブレター
- ホッタラケの島 〜遥と魔法の鏡〜
- 僕の初恋をキミに捧ぐ
- バカは2回海を渡る

2010年
- BUNGO -日本文学シネマ-※「檸檬」、「高瀬舟」、「魔術」、「富美子の足」に参加。
- シーサイドモーテル
- リアル鬼ごっこ2
- きな子〜見習い警察犬の物語〜
- 恋の正しい方法は本にも設計図にも載っていない
- 牙狼-GARO- 〜RED REQUIEM〜
- 蛮幽鬼 ゲキ×シネ

2011年
- ジーン・ワルツ
- ワラライフ!!
- 八日目の蝉
- 奇跡
- さや侍
- 大木家のたのしい旅行 新婚地獄篇
- オムライス
- DOG×POLICE 純白の絆
- friends もののけ島のナキ

2012年
- おかえり、はやぶさ
- エイトレンジャー
- 鍵泥棒のメソッド
- 花の詩女 ゴティックメード
- カラスの親指

2013年
- 牙狼-GARO- 〜蒼哭ノ魔竜〜
- すーちゃん　まいちゃん　さわ子さん
- めめめのくらげ

### テレビ
2012年
- 金曜プレステージ 捜査線上のアリア
- 刑事吉永誠一 涙の事件簿10 沈黙の宴
- 東京全力少女

2013年
- いつか陽のあたる場所で
- ラストホープ
- 35歳の高校生
- 二十四の瞳
- 水木しげるのゲゲゲの怪談
- 事件救命医〜IMATの奇跡〜
- 家族の裏事情

2014年
- 花咲くあした
- 地の塩
- SCOOP
- いつか陽のあたる場所で スペシャル
- トクボウ 警察庁特殊防犯課
- 事件救命医2〜IMATの奇跡〜
- 家族狩り
- 地獄先生ぬ〜べ〜
- 実在性ミリオンアーサー
- 株価暴落

### アニメ
2004年
- BECK

2005年
- エルゴ・プラクシー

2007年
- 電脳コイル

2009年
- ヒピラくん

2011年
- ノラゲキ！

2012年
- ぷかぷかジュジュ

### 携帯ドラマ
2011年
- 魔法使いのレッスン